# スサノオ
スサノオ（歴史的仮名遣：スサノヲ、須佐之男、素戔嗚、須佐能袁、須佐能乎）は、日本神話に登場する神。

## 概要
『古事記』では建速須佐之男命（タケハヤスサノオ）、速須佐之男命、須佐能男命、須佐之男命、『日本書紀』では素戔嗚尊、神素戔嗚尊、速素戔嗚尊、武素戔嗚尊、『出雲国風土記』では神須佐能袁命（カムスサノオ）、須佐能乎命、『支那震旦国皇代暦記―「日本古代史」増補編』では祖佐男命などと表記する。
神仏習合では牛頭天王と同一視される。
神話上、現在の皇室とは、姉弟間のアマテラスとスサノオの誓約でうまれた男神正勝吾勝勝速日天之忍穂耳命とその子で天孫降臨をした天邇岐志国邇岐志天津日高日子番能邇邇芸命を経て、スサノオは男系上の先祖にあたる。

## 神話での記述

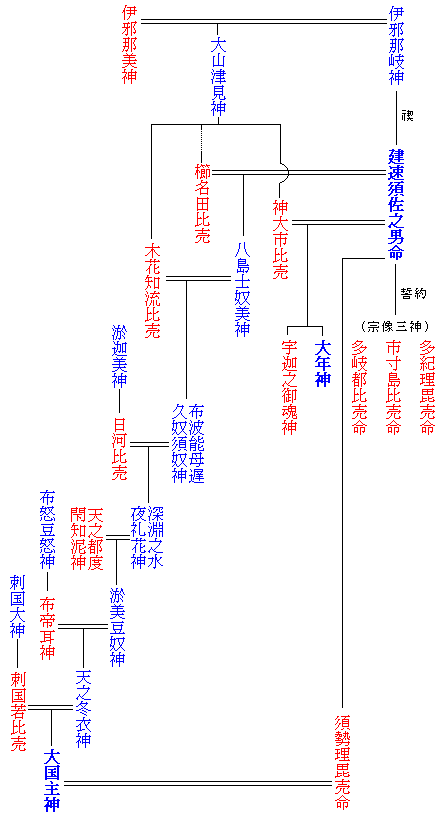
スサノオの系図（『古事記』による）。青は男神、赤は女神

『古事記』の記述によれば、神産みにおいて伊邪那岐命が黄泉の国から帰還し、筑紫の日向の橘の小戸の阿波岐原で禊を行った際、天照大御神、月読命に次いで鼻を濯（すす）いだときに産まれたとする（阿波岐原は江田神社のある宮崎市阿波岐原町に比定される）。これは神道の祝詞、祓詞にもある。
『日本書紀』本文では伊弉諾尊とイザナミ （伊弉冉尊・伊邪那美命）の間に産まれ天照大神・ツクヨミ（月読）・ヒルコ（蛭児）の次に当たる。
統治領域は文献によって異なり、三貴子のうち天照大御神は天（高天原）であるが、月読命は天、滄海原（あおのうなばら）または夜の食国（よるのおすくに）を、須佐之男命には夜の食国または海原または天下を治めるように言われたとあり、それぞれ異なる。須佐之男命は記述やエピソードが月読命や蛭児と被る部分がある。
『古事記』によれば、スサノオはそれを断り、母神イザナミのいる根の国に行きたいと願い、イザナギの怒りを買って追放されてしまう。そこで母の故地、出雲と伯耆の堺近辺の根の国へ向う前に姉の天照大御神に別れの挨拶をしようと高天原へ上るが、天照大御神は弟が攻め入って来たのではと思い武装して応対する。スサノオは疑いを解くために誓約（うけひ）を行った。
我の潔白が誓約によって証明されたとしたが、勝ったに任せてと次々と粗暴を行い、天照大御神は恐れて天の岩屋に隠れてしまった。そのため、彼は高天原を追放された（神逐）。
スサノオは大気都比売に食べ物を乞うが、オオゲツヒメが鼻や口や尻から食べ物を出すのを見て怒って殺した。オオゲツヒメの体の各部分から生じた蚕と穀物が養蚕と五穀の起源となった。
出雲の鳥髪山（現在の船通山）へ降った建速須佐之男命は、その地を荒らしていた巨大な怪物八俣遠呂智への生贄にされそうになっていた美しい少女櫛名田比売命と出会う。
スサノオは、クシナダヒメの姿形を歯の多い櫛に変えて髪に挿し、ヤマタノオロチを退治する。そしてヤマタノオロチの尾から出てきた草那藝之大刀（くさなぎのたち、紀・草薙剣）を天照御大神に献上し、それが古代天皇の権威たる三種の神器の一つとなる（現在は、愛知県名古屋市の熱田神宮の御神体となっている）。その後、櫛から元に戻したクシナダヒメを妻として、出雲の根之堅洲国にある須賀（すが）の地へ行きそこに留まった。
そこで、
```
夜久毛多都　伊豆毛夜幣賀岐　都麻碁微爾　夜幣賀岐都久流　曾能夜幣賀岐袁（
古事記
）
夜句茂多菟　伊弩毛夜覇餓岐　菟磨語昧爾　夜覇餓枳都倶盧　贈廼夜覇餓岐廻（
日本書紀
）
やくもたつ　いずもやえがき　つまごみに　やえがきつくる　そのやえがきを（読み：ふりがな）
八雲立つ　　
出雲
八重垣　　　妻籠に　　　八重垣作る　　　その八重垣を
```

と詠んだ。記紀で最初の歌であることから、日本最初の和歌ともされる。
また、ここから「八雲」は出雲を象徴する言葉ともなった。「八雲立つ」は出雲に掛かる枕詞である。
クシナダヒメとの間に八島士奴美神が産まれ、その子孫が大国主神と解釈されてきた（『日本書紀』では大已貴命（おおあなむちのみこと）で『古事記』では大国主神は彼の6代後の子孫としている）。
また、神大市比売を娶って大年神と宇迦之御魂神を産んでいる。
『日本書紀』における八岐大蛇の記述がある一書第4では、高天原から追放されたスサノオは、新羅の曽尸茂梨（そしもり）に降り、私はこの地にいたくないと言い息子の五十猛神（いそたける）と共に土船で東に渡り出雲国斐伊川上の鳥上の峰へ到った（「遂以埴土作舟 乘之東渡 到出雲國簸川上所在 鳥上之峯」）後、八岐大蛇を退治した。
また続く一書第5では、木がないと子が困るだろうと言い、体毛を抜いて木に変え、種類ごとに用途を定め、息子の五十猛命 、娘の大屋津姫命（おおやつひめ）、枛津姫命（つまつひめ） に命じて全国に植えさせたという。
大国主の神話において根の国のスサノオの元にやってきた葦原色許男神（あしはらしこを、後の大国主命）は、スサノオの娘である須世理比売（すせりひめ）と互いに一目惚れするが、スサノオは葦原色許男神に様々な試練を与える。葦原色許男神は須世理比売の助けを得ながらそれらを克服したので、スサノオは葦原色許男神に、須世理比売を妻とすることを認め、生大刀、生弓矢、天詔琴を譲り、大国主という名を贈った。

## 解説

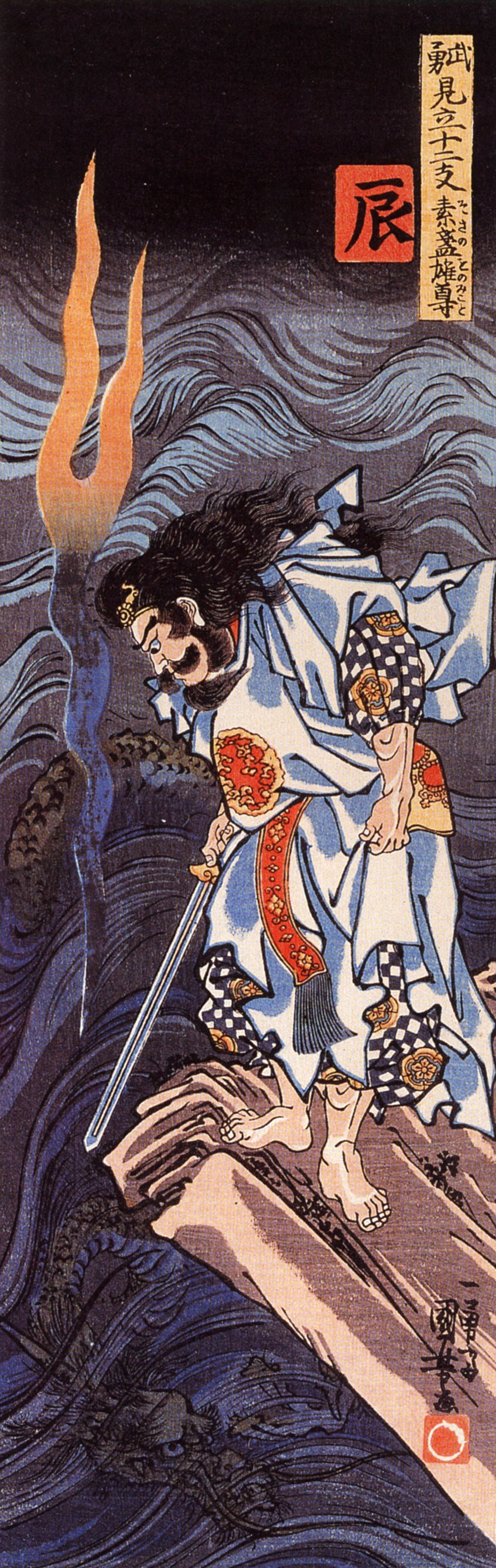
須佐之男命。歌川国芳作

スサノオは多彩な性格を有している。母の国へ行きたいと言って泣き叫ぶ子供のような一面があるかと思えば、高天原では凶暴な一面を見せる。出雲へ降りると一転して英雄的な性格となる。
日本初の和歌を詠んだり、木の用途を定めたりなど文化英雄的な側面もある。これは多数の伝承をまとめて一つの話にしたためとする説もある。また、前述の『日本書紀』における高天原から新羅の曽尸茂梨に降りたという記述から、元々は新羅の神ではないかという指摘もある。
神名の「スサ」は、荒れすさぶの意として嵐の神、暴風雨の神とする説や（高天原でのスサノオの行いは暴風雨の被害を示すとする）、「進む」と同根で勢いのままに事を行うの意とする説、出雲西部の神戸川中流にある須佐（飯石郡須佐郷）に因むとする説（スサノオは須佐郷の族長を神格化したものとする）がある。
『記紀』神話においては出雲の神の祖神として書かれているスサノオであるが、『出雲国風土記』では彼はあまり登場せず、意宇郡安来郷や飯石郡（いいしのこおり）須佐郷などの地名制定や御子神たちの説話が書かれており、八岐大蛇退治の説話は記載されていない。

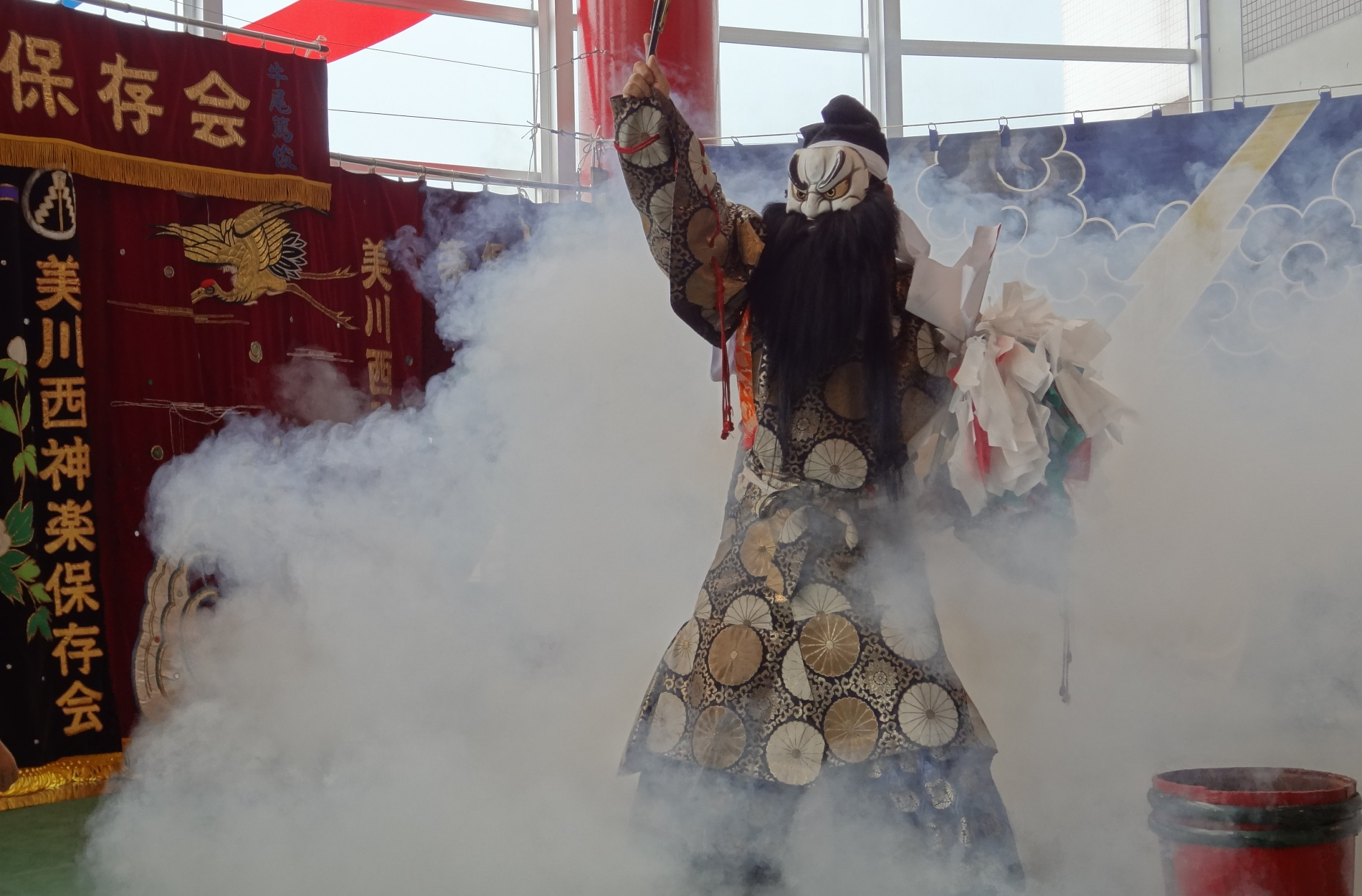
神楽演目：大蛇（おろち）でのスサノオ

出雲国（現：島根県）東部の奥出雲町にはスサノオが降臨したといわれる鳥髪峰（現：船通山）、それに隣接する安来市は彼が地名をつけたという風土記の記述もある。また、前述の通り八岐大蛇退治は産鉄民の平定を象徴すると見る説があるが、これらの地域は古代よりたたら製鉄が盛んだった流れから、現在でも島根県では日立金属安来工場や冶金研究所などが日本美術刀剣保存協会とともにこの地域で古式にのっとったたたら製鋼を行っている。
後に、仏教における祇園精舎の守護神である牛頭天王と習合した。これは、どちらも荒神だからであるとする説があるが、他の解釈も多い（牛頭天王を参照）。
オーストリアの民族学者アレクサンダー・スラヴィクは、根の国に追われた後のスサノオが蓑と笠を着て神々に宿を頼んだことを解釈して、蓑と笠は本来神聖な「祭祀的来訪者」が着ることを許されるのであり、スサノオはそのような来訪者として神々に宿を貸すように強制し客人歓待の慣習を要求したのである、と考えている。
弘仁元年（810年）正月、第52代嵯峨天皇は、「素尊は則ち皇国の本主なり。故に日本の総社と崇め給いし」と詔(みことのり)して、津島神社（愛知県津島市）に神階正一位と日本総社の号を賜ったとされる。
第66代一条天皇の正暦年中（990年-994年）に、津島神社（愛知県津島市）に天王社の号が贈られた。

## 妻・子孫
- 嫡妻 : 櫛名田比売（クシナダヒメ、『日本書紀』では奇稲田姫/クシイナダヒメ、稲田媛/イナダヒメ、眞髪觸奇稲田媛/マカミフルクシイナダヒメ、『出雲国風土記』では久志伊奈太美等与麻奴良比売命/クシイナダミトヨマヌラヒメ） - 『古事記』
  - 子 : 八島士奴美神（ヤシマジヌミ、『日本書紀』では清之湯山主三名狭漏彦八嶋篠） - 『古事記』
  - 子 : 大己貴神（オオナムチ） - 『日本書紀』本文のみ
- 妻 : 神大市比売（カムオオイチヒメ） - 『古事記』
  - 第一子 : 大年神（オオトシ） - 『古事記』
  - 第二子 : 宇迦之御魂神（ウカノミタマ） - 『古事記』
- 妻 : 佐美良比売命（サミラヒメ） - 『八坂神社』
- 誓約上の妻 : 天照大御神（五男三女神）
  - 男神　正勝吾勝勝速日天之忍穂耳命
  - 男神　天之菩卑能命
  - 男神　天津日子根命
  - 男神　活津日子根命
  - 男神　熊野久須毘命
  - 女神　多紀理毘売命 - 別名：奥津島比売命（オキツシマヒメ）
  - 女神　市寸島比売命 - 別名：狭依毘売命（サヨリビメ）
  - 女神　多岐都比売命

### 親無し・親不明
- 宗像三女神 - 『日本書紀』では化生順が4通りに異なる
  - 長女 : 多紀理毘売命（タキリビメ） - 『古事記』
  - 次女 : 市寸島比売命（イチキシマヒメ） - 『古事記』
  - 三女 : 多岐都比売命（タキツヒメ） - 『古事記』
- 長男 : 五十猛神（五十猛命、イタケル、イソタケル） - 『日本書紀』
- 長女 : 大屋津姫命（オオヤツヒメ） - 『日本書紀』
- 次女 : 枛津姫命（ツマツヒメ） - 『日本書紀』
- 須勢理毘売命（スセリビメ、『出雲国風土記』では和加須世理比売命/ワカスセリヒメ、『先代旧事本紀』では須世理姫/スセリヒメ） - 『古事記』
- 国忍別命（クニオシワケ） - 『出雲国風土記』
- 青幡佐草丁壮命（アオハタサクサヒコ） - 『出雲国風土記』、八重垣神社の社家佐草氏の始祖
- 磐坂日子命（イワサカヒコ） - 『出雲国風土記』
- 衝桙等乎而留比古命（ツキホコトオヨルヒコ） - 『出雲国風土記』
- 都留支日古命（ツルギヒコ） - 『出雲国風土記』
- 八野若日女命（ヤノノワカヒメ） - 『出雲国風土記』
- 天逆毎（アマノザコ） - 『和漢三才図会』

## 主祭神としている神社

### 旧官国幣社および別表神社
- 熊野大社（島根県松江市）出雲國一之宮
- 日御碕神社（島根県出雲市）上の本社、神の宮
- 津島神社（愛知県津島市）[6]津島神社・天王社の総本社
- 須佐神社（島根県出雲市）[6]
- 八重垣神社（島根県松江市）[17]
- 廣峯神社（兵庫県姫路市）
- 素盞嗚神社（広島県福山市）
- 八坂神社（京都府京都市東山区）[6]
- 氷川神社（埼玉県さいたま市大宮区）[6]
- 久武神社（島根県出雲市斐川町）

熊野大社（島根県松江市）では祭神の「伊邪那伎日真名子 加夫呂伎熊野大神 櫛御気野命（イザナギノヒマナコ カブロギクマノオオカミ クシミケヌ）」をスサノオの別名としている。和歌山県田辺市にある熊野本宮大社の祭神である家都御子神はスサノオのことともされる（説があるだけで同一視では無い）。また隣の安来市には嘉羅久利神社、都辨志呂神社などにスサノオの社伝が伝わる古社もある。

### 全国に分布する神社
祇園信仰、津島信仰、氷川信仰などに基づくものが多い。これらの神社は、祇園社や天王社を名乗ったものが明治の神仏分離の際に現在の名前になったものが多い。
- 祇園神社、八坂神社、弥栄神社
- 素盞嗚神社、素盞雄神社、須佐神社
- 天王神社、天王社、津島神社
- 須賀神社、須我神社、素鵞神社
- 氷川神社、簸川神社
- 八雲神社
- 杭全神社[19]
- 大将軍八神社
- 野々宮神社（堺市）
- 藤森神社
- 田出宇賀神社（福島県南会津町）
- 亀都起神社 - 大分県玖珠町亀都起古墳
- 長崎神社（東京都豊島区）櫛名田比売と一緒に祀られている
- 華表神社　(堺市)

## スサノオを題材にした伝統芸能
- 石見神楽 - 「大蛇」
- 出雲神楽 - 「八戸」「簸の川大蛇退治」
- 浄瑠璃 - 「日本振袖始」（近松門左衛門）

## スサノオを題材とした作品

### 小説
- 素戔嗚尊（1920年、芥川龍之介、大阪毎日新聞初出）[20]
- 老いたる素戔嗚尊（1920年、芥川龍之介、大阪毎日新聞・東京朝日新聞初出）[21]
- スサノオ自伝（1996年、芦原すなお、集英社）[22]

### 実写映画
- 日本誕生（1959年、東宝、演：三船敏郎）

### アニメ映画
- わんぱく王子の大蛇退治（1963年、東映動画、声の出演：住田知仁（現・風間杜夫））

### 漫画
- スサノオ (マンガで親しむ出雲神話 1)（2011年、酒井董美 監修、小室孝太郎 作画、山陰中央新報社、ISBN 978-4-87903-160-0）[23]
- マンガ 面白いほどよくわかる! 古事記（2017年、かみゆ歴史編集部 編集、西東社、ISBN 978-4791625260）[24]
- 古事記（中辛）（2020年 - （未詳）、浮津、小学館『月刊! スピリッツ』連載、コミックス全3巻）[25]

### オペラ
- 素戔嗚（1994年、團伊玖磨作曲・台本、出演：勝部太（素戔嗚）、佐藤しのぶ（天照）ほか）

## 備考
- 吉村貞司は『スサノオの悪竜退治 -原神話の回復の試み-』（1977年）において、「大和の高天原神話におけるスサノオ」と高天原神話に吸収される以前の「出雲神話におけるスサノオ」では神としての性格が異なると指摘し、原田大六の説[26] にみられる農業の破壊神、すなわち台風を神格化した性格は「高天原（大和）のスサノオ」であり、原初からスサノオが嵐の神であったという説には否定的な立場をとっている。また、次田真幸も『古事記（上） 全訳注』（講談社学術文庫、1977年） p. 94において、「スサノオを暴風雨の神と見る説には従いがたい」として、解説で否定的な立場を記している。
- 明治時代刊行の『皇国武術英名録』の序には、「剣道（剣術）はスサノオより起こる」として、その起源をヤマタノオロチ退治で天叢雲剣を得た神話に求めている。
- 三重県津市新家町の物部神社にはスサノオが根の国（黄泉）へと天降る際に同神社のある場所を一夜の宿として使ったとの伝承が存在する。

### 文献
- 加藤義成『古事記参究』素行会、1986年4月。全国書誌番号:87014654、NCID BA86821842。
- 少年社、後藤然、渡辺裕之、羽上田昌彦 著、学研編集部 編『神道の本 - 八百万の神々がつどう秘教的祭祀の世界』学研マーケティング〈NEW SIGHT MOOK ブックス・エソテリカ 2〉、1992年2月。ISBN 978-4-05-106024-4。
- スラヴィク, A.『日本文化の古層』住谷一彦、クライナー,ヨーゼフ訳、未来社、1984年9月。ISBN 978-4-624-20045-9。
- 戸部民夫『八百万の神々 - 日本の神霊たちのプロフィール』新紀元社〈Truth In Fantasy 31〉、1997年12月。ISBN 978-4-88317-299-3。
- 本位田重美『評註 古今和歌集選釈』武蔵野書院、1955年3月。
- 少年社、吉田邦博、古川順弘、幣旗愛子『古事記の本 - 高天原の神々と古代天皇家の謎』学研〈NEW SIGHT MOOK ブックス・エソテリカ 40〉、2006年8月。ISBN 4-05-604467-8。